# Ronald Grätz

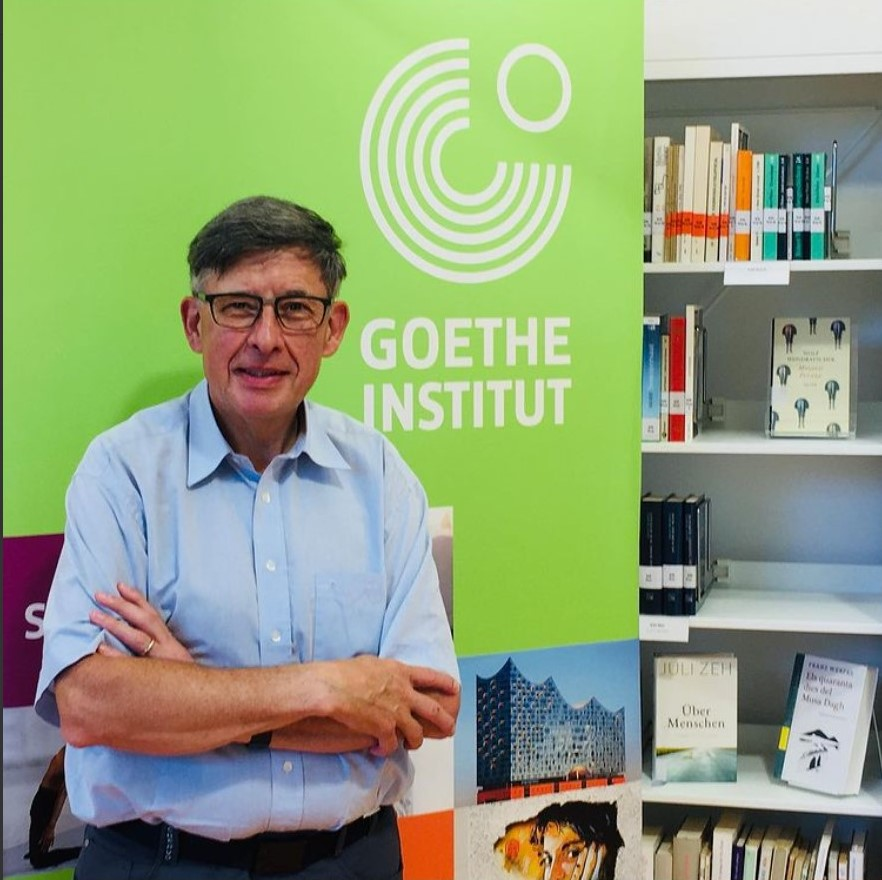
Ronald Grätz (2021)

Ronald Grätz (* 29. Oktober 1958 in São Paulo, Brasilien) ist ein deutscher Germanist und Kulturmanager. Er war Generalsekretär des Instituts für Auslandsbeziehungen und leitet seit 2021 das Goethe-Institut in Barcelona.

## Leben
Ronald Grätz studierte Philosophie, Germanistik und katholische Theologie in Tübingen und Frankfurt am Main. Von 1989 bis 1992 war er Abteilungsleiter für deutsche Sprache der Internationalen Organisation für Migration (IOM) in São Paulo, sowie stellvertretender Direktor der UNESCO-Projektschule Colégio Benjamin Constant in Brasilien.
In Barcelona arbeitete er als Lehrbeauftragter an der Universitat de Barcelona für Didaktik und Methodik in Deutsch als Fremdsprache (DaF) sowie als DaF-Lehrkraft am Goethe-Institut Barcelona (1994–1998).
Es folgten Positionen als Leiter der kulturellen Programmarbeit für die Region Osteuropa/Zentralasien am Goethe-Institut Moskau (1998–2002), als Referent des Vorstands in der Zentrale des Goethe-Instituts München (2003–2006) und als Leiter des Goethe-Instituts in Lissabon (2006–2008).
Von 2008 bis 2021 wirkte er als Generalsekretär des Instituts für Auslandsbeziehungen (Stuttgart, Berlin).
Am 1. Oktober 2021 übernahm er die Leitung des Goethe-Instituts Barcelona. Er ist Herausgeber der Zeitschrift Kulturaustausch.

## Kulturpolitisches Engagement
Ronald Grätz tritt aktiv für kulturpolitische Werte ein. Hierbei steht für ihn im Mittelpunkt, dass jede Person Verantwortung übernehmen muss für die Wahrung der Menschenrechte, für den Schutz der Natur, für die Aufarbeitung von Kolonialismus und gegen den Rechtsruck in Deutschland und in der Welt. Zuletzt hat er sich intensiv mit der Frage beschäftigt, wie man das europäische Projekt postnational denken könnte und legt dabei den Fokus auf eine Union der Kulturen, Gesellschaften und Nationen im Sinne einer Solidargemeinschaft. Von zentraler Bedeutung ist für ihn eine Vielfalt in der Einheit und die Übernahme von Verantwortung durch jede einzelne Person im Gegensatz zu einer reinen Verteidigung von staatlichen Interessen. Nur so könne man das große Friedensprojekt und die Vision einer wirklichen Union Europas erreichen, in Gestalt eines Europas der Menschen und Kulturen, nicht der Staaten. Hierzu hat Ronald Grätz u. a. mit der Politikwissenschaftlerin und Europa-Expertin Ulrike Guérot zusammengearbeitet.

## Mitgliedschaften
- Seit 2012 Wissenschaftlicher Beirat des Ibero-Amerikanischen Instituts Preußischer Kulturbesitz, Berlin
- Seit 2014 Wissenschaftlicher Beirat des Leibniz-Zentrums Moderner Orient, Berlin
- Seit 2010 Ausschuss Europa und Internationales des Deutschen Kulturrats (bis 2014)
- Seit 2012 Strategy Group von EUNIC Brüssel (bis 2016)
- Seit 2012 Sachkundiger Bürger im Ausschuss für Kultur und Medien des Stuttgarter Gemeinderats (bis 2016)

## Publikationen
Herausgeberschaften 
- mit Hans-Joachim Neubauer: Carla del Ponte. Mein Leben für die Gerechtigkeit. Gespräche. Mit einem Einleitungsessay von Jutta Limbach. Mit einem Fotobeitrag von Robert Lyons. Steidl, Göttingen 2011.
- mit Hans-Georg Knopp: Konfliktkulturen. Texte zu Politik, Gesellschaft, Alltag und Kunst. Steidl, Göttingen 2011.
- mit Hans-Georg Knopp: Zwischenräume. Was können die Künste in Konfliktsituationen leisten? Steidl, Göttingen 2012.
- mit Erik Bettermann: Digitale Herausforderung. Internationale Beziehungen in Zeiten von Web 2.0. Steidl, Göttingen 2012.
- MINHASP. Ein Stadtlesebuch São Paulo. Esefeld & Traub, Stuttgart 2013.
- mit Hans-Joachim Neubauer: Jacques Delors. Mein Leben für Europa. Gespräche. Mit einem Einleitungsessay von Hans-Dietrich Genscher. Mit einem Fotobeitrag von Carl de Keyzer. Steidl, Göttingen 2013.
- mit Erik Bettermann: Zwischen den Fronten. Grenzen neutraler Berichterstattung. Steidl, Göttingen 2013.
- mit Johannes Ebert: Menschenrechte und Kultur. Das Menschenrecht auf Kultur. Steidl, Göttingen 2015.
- mit Hans-Joachim Neubauer: Ernesto Cardenal. Mein Leben für die Liebe. Gespräche. Mit einem Einleitungsessay von Norbert Lammert. Mit einem Fotobeitrag von Susan Meiselas. Steidl, Göttingen 2016.
- mit Hans-Joachim Neubauer: Human Rights Watch. Ein Portrait. Gespräche. Mit einem Fotobeitrag von Ed Kashi. Steidl, Göttingen 2016.
- Kann Kultur Europa retten? Bundeszentrale für politische Bildung, Bonn 2017.
- mit Roland Bernecker: Global Citizenship. Steidl, Göttingen 2017 (englische Version 2018).
- mit Peter Limbourg: Meinungsmache im Netz. Fake News, Bots und Hate Speech. Steidl, Göttingen 2018.
- mit Hans-Joachim Neubauer: Königin Silvia von Schweden. Mein Leben für die Kinder – Ein Gespräch. Chris Steele-Perkings. Ein weltliches Gebet-Fotografien. Mit einem Einleitungsessay von Sigmar Gabriel. Steidl. Göttingen 2018.
- mit Christian Höppner: Musik öffnet Welten. Steidl, Göttingen 2019.

 Aufsätze und Mitwirkungen 
- Lisboa – Maputo – Berlin. Ein transkulturelles Musikprojekt. In: Dorothee Kimmich, Schamma Schahadad (Hrsg.): Kulturen in Bewegung. Beiträge zu Theorie und Praxis der der Transkulturalität. Transcript, Bielefeld 2012, S. 188–210.
- Wer lernt von wem? Islam in Deutschland. In: Olaf Zimmermann, Theo Geißler: Islam – Kultur – Politik. Berlin 2013, S. 46–50.
- Nachwort zu: Ulrike Guérot: Was ist die Nation? Steidl / ifa, Göttingen 2019.